# Barra Head Lighthouse
Das Barra Head Lighthouse, deutsch: Barra-Head-Leuchtturm, ist ein Leuchtturm auf der schottischen Hebrideninsel Barra Head. 1971 wurde der Leuchtturm in den schottischen Denkmallisten zunächst in der Kategorie B aufgenommen. 2001 wurde er in die höchste Kategorie A eingestuft.

## Geschichte
Der aus der bekannten Leuchtturmbauerfamilie Stevenson stammende Robert Stevenson war für die Planung der Anlage verantwortlich. Nach einer Inspektionsfahrt 1829 bestimmte er die hohen Klippen an der Westküste Barra Heads als Standort, der 1830 bestätigt wurde. Drei Jahre später war der Leuchtturm fertiggestellt und nahm am 15. Oktober 1833 den Betrieb auf. 1906 wurde die Anlage modernisiert und auf weißes Licht umgestellt. Im Oktober 1980 erfolgte dann die Automatisierung der Mechanik und mit den Leuchtturmwärtern verließen die letzten dauerhaften Bewohner Barra Head. Die Anlage zur Steuerung und Überwachung des Barra-Head-Leuchtturms ist im Hyskier Lighthouse installiert. Während des Zweiten Weltkriegs zerschellte ein Kampfflugzeug des Typs Bristol Blenheim an den Klippen in der Nähe des Leuchtturms. Da dies zunächst unbemerkt blieb, wird angenommen, dass das Flugzeug während eines Sturmes abstürzte, der die Geräusche überdeckte.

## Beschreibung
Der selbst nur 18 m hohe Turm befindet sich auf einer 208 m hohen Klippe an der Westküste Barra Heads, der südlichsten Insel der Äußeren Hebriden. Er liegt etwa auf halber Strecke zwischen dem Eilean Glas Lighthouse auf Scalpay und dem Rhuvaal Lighthouse auf Islay am Südende der Meeresstraße The Minch. Damit dient das Barra Head Lighthouse sowohl dem innerschottischen Schiffsverkehr zwischen den Hebrideninseln als auch dem Transatlantikverkehr. Das Leuchtfeuer liegt in einer Höhe von 208 m über dem Meeresspiegel, woraus sich eine Reichweite von 18 Seemeilen (rund 33 km) ergibt. Die Mechanik wird von zwei Batterien angetrieben, welche ein Dieselgenerator automatisch zweimal wöchentlich auflädt. Die Kennung des Turms ist ein weißer Blitz alle 15 Sekunden.